# Diocesi di Marcelliana
La diocesi di Marcelliana (in latino Dioecesis Marcellianensis) è una sede soppressa e sede titolare della Chiesa cattolica.

## Storia
Marcelliana, nella regione di Henchir-Bez nell'odierna Tunisia, è un'antica sede episcopale della provincia romana dell'Africa Proconsolare, suffraganea dell'arcidiocesi di Cartagine.
Sono due i vescovi documentati di questa diocesi africana. Giuliano prese parte al concilio di Cartagine convocato il 1º settembre 256 da san Cipriano per discutere della questione relativa alla validità del battesimo amministrato dagli eretici, e figura al 66º posto nelle Sententiae episcoporum. Alla conferenza di Cartagine del 411, che vide riuniti assieme i vescovi cattolici e donatisti dell'Africa romana, prese parte il cattolico Lucido; la sede in quell'occasione non aveva vescovi donatisti.
Dal 1933 Marcelliana è annoverata tra le sedi vescovili titolari della Chiesa cattolica; dal 3 dicembre 1996 il vescovo titolare è Václav Malý, vescovo ausiliare di Praga.

## Cronotassi

### Vescovi
- Giuliano † (menzionato nel 256)
- Lucido † (menzionato nel 411)

### Vescovi titolari
- André Pailler † (19 maggio 1964 - 6 maggio 1968 succeduto arcivescovo di Rouen)
- José Pedro de Araújo Costa † (28 dicembre 1968 - 28 luglio 1996 deceduto)
- Václav Malý, dal 3 dicembre 1996